# Santa Maria Libertadora no Monte Testácio (diaconia)
Santa Maria Libertadora no Monte Testácio (em latim: Sancta Mariae Liberatricis ad collem Testaceum) é uma diaconia instituída em 5 de fevereiro de 1965, pelo Papa Paulo VI, por meio da constituição apostólica Auctis hodie. Sua igreja titular é Santa Maria Liberatrice a Monte Testaccio.

## Titulares protetores
- Giuseppe Beltrami, título pro illa vice (1967-1973)
- Opilio Rossi (1976-1987)
- Antonio María Javierre Ortas, S.D.B. (1988-1999); título pro hac vice (1999-2007)
- Giovanni Lajolo (2007- )